# Кекоски, Висконсин
Кекоски, Висконсин (енгл. Kekoskee) град је у америчкој савезној држави Висконсин.

## Демографија
По попису из 2010. године број становника је 161, што је 8 (-4,7%) становника мање него 2000. године.
| Група             | 2000.       | 2010.       |
| Белци             | 157 (92,9%) | 158 (98,1%) |
| Афроамериканци    | 0 (0,0%)    | 0 (0,0%)    |
| Азијати           | 9 (5,3%)    | 0 (0,0%)    |
| Хиспаноамериканци | 3 (1,8%)    | 3 (1,9%)    |
| Укупно            | 169         | 161         |